# 장폴 고티에
장폴 고티에(프랑스어: Jean-Paul Gaultier, 1952년 4월 24일 ~ )는 프랑스의 스타일리스트이자 패션 디자이너이다. 패션 브랜드 장 폴 고티에의 설립자이다.
1970년대에 피에르 가르뎅, 자크 에스트렐, 장 파투, 그리고 또 다시의 피에르 가르뎅의 부티크들에서 많은 경험을 쌓은 후, 그는 그의 이름으로 된 그의 첫 컬렉션을 시작한다. 관심을 끌면 모든 것이 가능해지고 그렇지 못하다면 상업적인 실패로 이루어진다. 그러나 일본의 카시야마 기업은 그를 재정 지원했고 장 폴 고티에는 성공적으로 안착할 수 있었다. 패션에 혁명을 일으킨 젊은 디자이너들의 물결 속에서 1980년대에 그는 주요인물로 성장한다. 그의 장엄한 퍼레이드들은 차례로 옷에 대한 관념들을 뒤집었다. 이 시기 동안, 종종 그의 업적을 비판하는 반대파들에 의해, 그는 남성에 여성 옷을 입히고, 동성애 운동을 화나게 했으며, 거리에서 만나는 "마네킹“에게 여성 코르셋을 입혔다. 훌륭한 전문가이자 창조적인 인물일뿐 아니라 자극적 인 스타일의 쿠튀르 (Couture) 고전을 끊임없이 마스터링하면서 그의 컬렉션은 때로는 유머와 전환을 혼합한다. 그 상징 중 하나인 ‘마니에르’는 1983년 처음 남성 컬렉션에서 선보여졌고, 2년 후 그는 처음으로 남성용 치마를 출시했다.
1990년대에는 장 폴 고티에 ‘향수’가 탄생했다. 그것은 마돈나가 원추형 컵으로 유명한 코르셋에서 유래한 옷을 입은 시점이기도 했다. 1980년대 세대의 디자이너들이 이브 생로랑이나 까르벵(Carven) 같은 인물이 승화된 오트 꾸뛰르에 스타일에 순응하지 않았지만 장 폴 고티에 (Jean Paul Gaultier)는 1997년 그의 이름으로 된 그의 첫 컬렉션을 성공적으로 이끈다. CFDA에 개최되는 패션시상식에서 곧 상을 받게 된다. 2004년 장 폴 고티에는 자신의 이름으로 활동하면서 6년동안 에르메스의 기성복들을 동시에 만들었다. 수년 동안, 그는 아동복 고티에, 고티에 청바지 또는 남녀 공용 고티에 라인과 같은 보완 라인을 비롯하여 이탈리아 제조업체 인 페를라와 함께 고급스러운 란제리 컬렉션을 시작한다.
그는 자주 언론에 의해 패션계의 악동으로 불린다. 장 폴 고티에는 그의 전통적인 헤어스타일로 인해, 프랑스 문화의 상징으로 여겨지며, 그는 패션의 아이콘으로 자리 잡았다.

## 생애

### 유년시절
장 폴 빅터 라울 고티에는 회계사였던 폴 고티에(1920년 4월 16일 - 1989년 4월 13일)와 비서였던 솔란지 가레베(1922년 11월 11일 - 1961년 5월 4일)의 사이에서 외동아들로 파리 근교에 있는 바뉴시에서 비교적 평범한 중산층가정에서 태어났다. 그의 부모는 아케이유 근처로 가서 살기 위해 이사를 했다. 그는 다정한 부모와 그에게 아주 어렸을 때부터 바느질 하는 법을 가르쳐 준 할머니로부터 둘러싸여 있었다. 이 환경은 그의 창조물의 원천 중의 하나가 된다.
어린 장 폴 고티에는 이미 6살때부터 그의 장난감 곰에 분장을 하고, 그의 할머니의 트렁크에서 나중에 그의 브랜드의 상징이 되는 코르셋을 발견하고, 공립초등학교의 벤치에 앉아 깃털로 장식된 여자를 그리면서 디자이너의 경험에 대해서 인식하고 있었다. 그의 유년시절 친구였던 장 튈레는 고티에의 이런 행동을 증언하고 있다. 둘은 모두 같은 선생님이었던 베느나르 픽소 선생에게서 교육받았다.
15세에 그는 아동복 제작을 위한 스케치를 그린다. 모든 의상이 마르셀 로샤(Marcel Rochas)에 의해 고안된 자크 베커(Jacques Becker)의 영화 '팔발라(Falbalas)'를 본 후에, 어린 장 폴 고티에는 디자이너가 되기로 결심한다. 그는 이브 생로랑(Yves Saint Laurent)에게 자신의 스케치들을 보내지만 거부당한다. (이브 생 로랑은 그가 선택한 색이 지나치게 밝다고 생각했다.) 그의 스케치는 피에르 가르뎅에게로 보내지고 18살이 되던 날에 피에르 가르뎅의 의상실에 견습생으로 들어가 1년이 좀 덜 되게 일한다. 1970년 11월 13일 ORTF에서 방영된 방송을 피에르 가르뎅과 함께 촬영하기도 했다.
그는 이어서 “괴짜” 자크 에스트렐의 밑에서 일하게 되고 조금 후인 1971년에는 이탈리아의 디자이너인 안젤로 타를라지(Angelo Tarlazzi)와 함께 디자이너인 장 파투의 팀으로 합류하게 된다.

### 그의 브랜드
1974년에 그는 피에르 가르뎅에게로 돌아오게 되고 피에르 가르뎅은 장 폴 고티에를 필리핀으로 보내 미국 시장을 개척을 위한 디자인을 그리게 한다. 2년 후에, 그는 파리의 발견의 전당에서 그의 첫번째 컬렉션을 시작했고, 그의 브랜드인 장 폴 고티에를 만들기로 결심한다. 불행하게도 그의 첫 번째 라인업은 실패로 돌아가고 장 폴 고티에에게 빚의 누적만을 남긴다. 장 폴 고티에는 그리스컬렉션 이후에 회사를 정리하고 모든 것을 포기할 생각을 하게 된다. 가시야마 기업에서 장 폴 고티에에게 그의 의류라인 중에 하나인 '제임스 본드’의 디자인을 부탁함으로써 진짜 장 폴 고티에의 브랜드가 세상에 선보이게 된다.
1980년대에 고티에의 브랜드는 크게 성장하고 큰 성공 또한 거두게 되면서 이태리 회사의 재정적인 지원을 받게된다. 그 당시, 파리의 패션계는 ‘오트 쿠튀르’거치지 않고 등장한 새로운 세대의 디자이너들:몬타나,뮈글러,알라이아에 의해 패션계의 큰 변혁을 겪게 된다. 대부분의 패션쇼는 단순한 보여주기식 프레젠테이션 이상의 것을 보여 주는 실제 쇼가 된다. 1983년 초에 ‘마리니에르’는 장 폴 고티에의 상징적인 토이 보이 컬렉션에 등장했다. 1985년에 그는 아동복용 고티에 라인을 만든다. 그리고 또한 남녀혼용 의류컬렉션 또한 시도한다. :남성들이 좁은 통로에서 스커트를 착용하고 있다. 이브 생 로랑이 여자들에게 남자 옷을 입히고 턱시도를 걸치게 한 것처럼 고티에는 남성에게 여성 옷을 입힌다. 도발은 고티에의 콜렉션에서 영구적이고 영원히 사라지지 않을 것이다. 갈리에라 박물관의 역사학자 올리비에는 고티에에 대해 이렇게 말 한다 : "그를 비웃는 사람들은 그가 너무 많은 아이디어를 가지고 있다고 말하지만, 그것은 오히려 좋은 징조입니다. 그의 감각은 항상 거리의 그것과 조화를 이루고 있습니다. 고티에 아동복의 복장이 1988년에 제프 뱅크에 의해 올해의 복장으로 선정된다.
그의 파트너였던 프란시스 메뉴지는 1990년에 에이즈로 사망한다. "프란시스는 나에게 힘을 실어주었습니다. 그는 내가 더 급진적 일 수 있도록 도움을 줬습니다. “2년 후 그는 거리에서 영감을 얻어서 청바지 기반의 의류 라인 인 고티에진 을 출시한다. 1994년 고티에진이 주니어 고티에를 대신하여 유니섹스 의류 라인을 출시한다. 별 다른 성공없이 사라졌다가 1997년에 다시 재 출시된다. 나중에 이 브랜드로 남성용 기성복 컬렉션을 패션쇼에서 선보인다.

### 오트 쿠튀르
1997년 장 폴 고티에는 의상조합에 가입하여 고티에 파리라는 오뜨 꾸뛰르 자신의 컬렉션을 만든다. ‘마니리에르’는 이브닝 드레스가 되고 컬렉션 이후에 비평가들의 찬사를 받는다.
2004년에 장폴고티에는 2010년까지 에르메스의 여성 기성복 감독을 맡게 된다. 에르메스 I인터내셔널은은 회사의 지분35%를 차지하고 장 폴 고티에는 지분 45%를 소유하고 있었으며 2008년에는 매각에 관한 소문이 돌았다. 마지막으로 에르메스인터내셔널(Hermes International)이 소유하고 있던 45%를 지분을 획득하고 브랜드(향수를 제외한)의 지주가 된 것은 ‘Puig’기업이다. 장 폴 고티에 (Jean Paul Gaultier)는 그의 전 직장에서 예술감독이 된다. 2006년에는 남성용 유니섹스 라인 인 고티에 브랜드를 만든다. 2008년 봄 - 여름 컬렉션을 위한 패션쇼 마지막을 장식한 것은 20년동안 고티에의 상징적인 스타일이 된 가슴골에 뾰족한 원추형 모습을 장식시킨 웨딩드레스였다. 2009년에 장폴고티에는 아동복전문 기업인 자니에와 공동으로 고티에 주니어 컬렉션을 출시하고 2011년에는 공동으로 유아복 컬렉션을 시작한다.거기에 더해서 여성을 위한 보석 같은 다양한 액세서리 제품들,가죽제품,신발, 안경 장폴고티에 같은 다양한 제품군들이 있다. 2009년에 고티에브랜드는 3천1백만 유로의 매출을 올렸고 2011년에는 고티에는 Challenges잡지에서 프랑스의 재산순위에서 500위를 차지했으며 소유재산은 6천만 유로로 추산되었다. 2014년에 고티에는 기성복의 제작을 중단하고 오뜨 꾸뛰르에 헌신한다고 발표한다. "기성복의 세계가 크게 변했습니다. 상업적 제약과 유행변화의 가속화는 더 이상 혁신에 필요한 자유 또는 시간을 제공하지 않습니다."라고 Women's Wear Daily에 말했다.